# Candolle-Denkmal

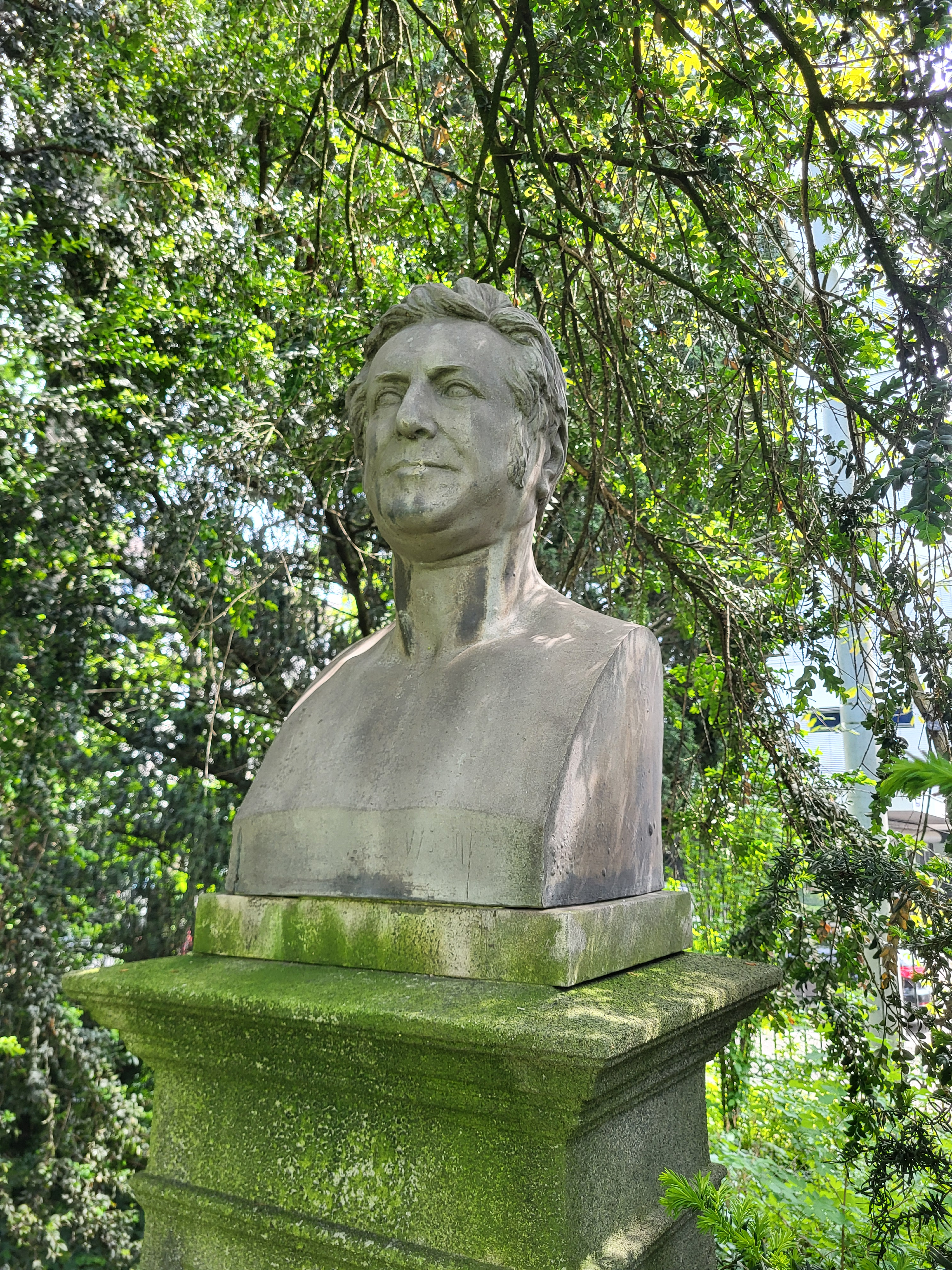
Das Candolle-Denkmal in Zürich

Das Augustin-Pyrame-de-Candolle-Denkmal ist ein 1853 erstmals aufgestelltes und um 1855 erneuertes Büstendenkmal im Alten Botanischen Garten in Zürich, das dem Botaniker Augustin Pyrame de Candolle (1778–1841) gewidmet ist. Die Büste stammt von Georg Hörbst.

## Geschichte

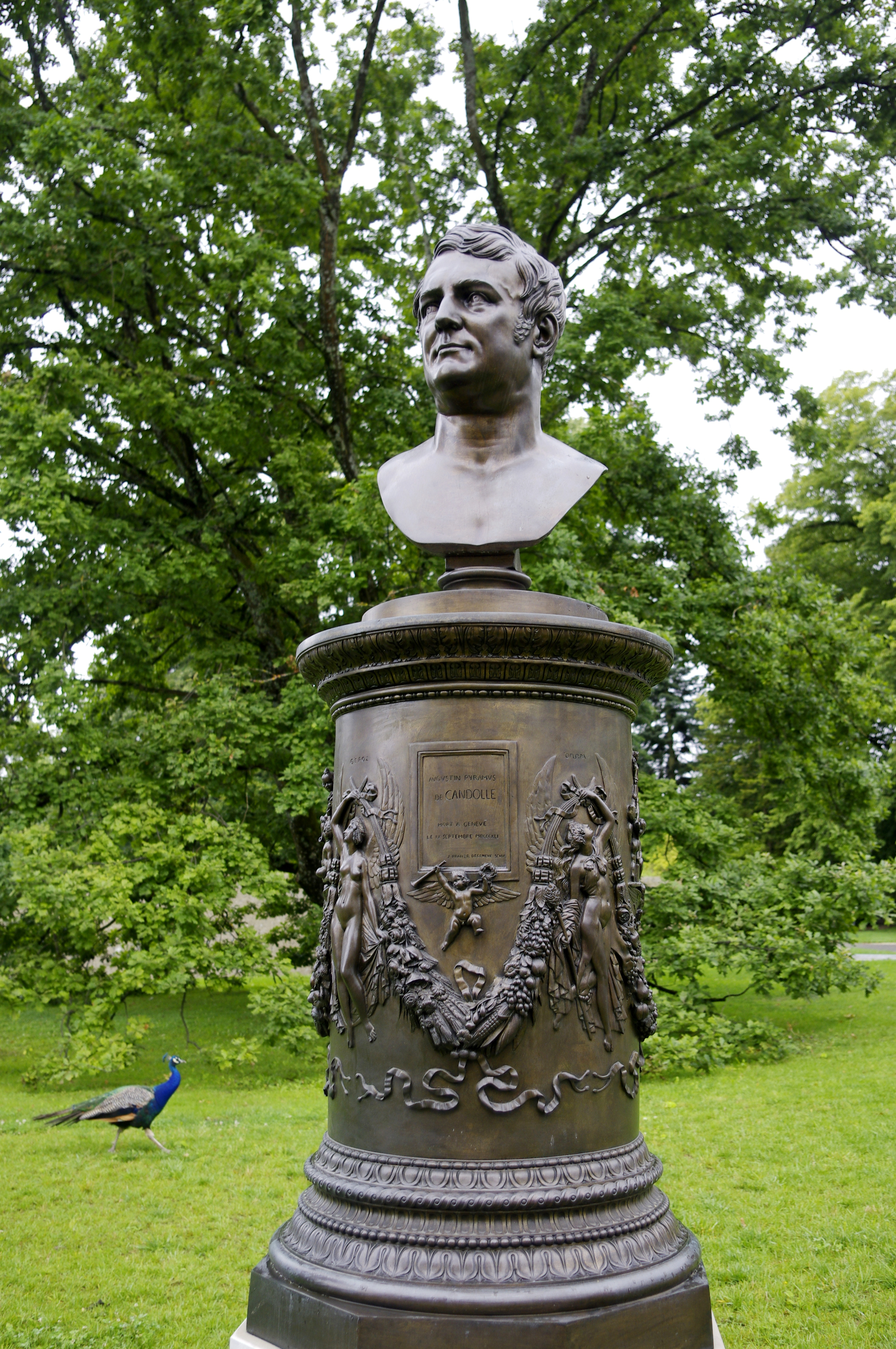
Das Candolle-Denkmal in Genf

Der Genfer Augustin Pyrame de Candolle war einer der bedeutendsten Botaniker des 19. Jahrhunderts. Er starb 1841 an den Folgen eines Schlaganfalls. Unmittelbar nach seinem Tod wurde in Genf beschlossen, im von ihm angelegten Jardin botanique de Genève ein Denkmal zu seinen Ehren zu errichten. Am 10. August 1845 wurde das von James Pradier geschaffene Büstendenkmal im Beisein der Schweizerischen Naturforschenden Gesellschaft eingeweiht.
Zu Zürich hatte Candolle keine offizielle Beziehung. Der hiesige botanische Garten beabsichtigte aber schon länger, das Gelände mit Denkmälern prägender Botaniker auszuschmücken. Als bekannt wurde, dass das Conrad-Gessner-Denkmal erneuert werden sollte, schenkte Candolles Sohn Alphonse de Candolle Ende 1852 dem Zürcher Garten eine vom Genfer Bildhauer Louis Dorcière modellierte Kalkbüste seines Vaters. Diese wurde im September 1853 gleichzeitig mit Gessners Büste aufgestellt. Mehrere Schweizer Zeitungen berichteten darüber. Da man der Wetterbeständigkeit der fragilen Büste misstraute, gab man ihr zunächst ein kostengünstiges, nur 30 Franken teures Postament aus Holz bei, das von Johann Jakob Breitinger gestaltet und mit einem sandsteinfarbenen Anstrich versehen wurde.
Bereits im Oktober 1854 teilte der Gartendirektor Oswald Heer mit, dass die Büste stark beschädigt sei und entfernt werden müsse. Er beauftragte Georg Hörbst, der bereits die Gessner-Büste hergestellt hatte, eine neue Büste zu modellieren. Diese wurde wohl 1855 in der Glockengiesserei Keller in Unterstrass gegossen und platziert. Als Material soll eine alte, obsolet gewordene Gessner-Büste aus Blei gedient haben. Ob es sich dabei um jene handelte, die angeblich 1799 von den Franzosen geraubt wurde, um Kanonenkugeln daraus zu fertigen, ist nicht ersichtlich. Vermutlich ersetzte man zur selben Zeit das Holzpostament durch den heutigen Sockel aus grauem Sandstein.

## Beschreibung
Das gesamte Denkmal ist 2,56 Meter hoch. Das Postament ist 1,85 Meter hoch und hat einen rechteckigen Grundriss von 69 auf 55 Zentimetern. Auf dem Mittelkörper ist die Inschrift eingraviert: «AUG. PYRAME / DE CANDOLLE / 1778 – 1841 / BOTANIKER». Die Inschrift enthielt ursprünglich keine Berufsbezeichnung und war in vergoldeten Lettern angebracht. Die Bronzebüste misst 71 Zentimeter und ist vom Giesser Jakob Keller signiert.
Dass vor dem Denkmal eine Sitzbank platziert ist, ist gemäss Georg Kreis «seltsam, aber nicht untypisch». Schliesslich sollte man es eigentlich betrachten und sich nicht davon abwenden.